# Java Database Connectivity

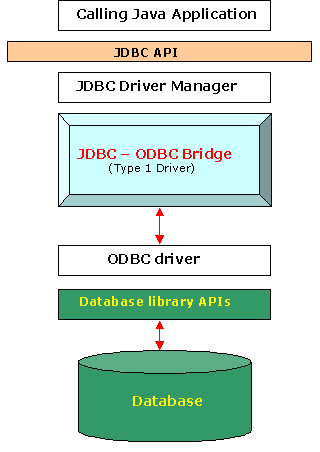
Schéma de principe du pilote JDBC.

JDBC (Java Database Connectivity) est une interface de programmation créée par Sun Microsystems — depuis racheté par Oracle Corporation — pour les programmes utilisant la plateforme Java. Elle permet aux applications Java d'accéder par le biais d'une interface commune à des sources de données pour lesquelles il existe des pilotes JDBC. Normalement, il s'agit d'une base de données relationnelle, et des pilotes JDBC sont disponibles pour tous les systèmes connus de bases de données relationnelles.

## Types de pilotes
Il existe des pilotes commerciaux et gratuits. Ces pilotes appartiennent à un de ces types :
- Type 1 : Pilotes agissant comme passerelle en permettant l'accès à une base de données grâce à une autre technologie (JDBC-ODBC via ODBC) ;
- Type 2 : Pilotes d'API natifs. C'est un mélange de pilotes natifs et de pilotes Java. Les appels JDBC sont convertis en appels natifs pour le serveur de bases de données (Oracle, Sybase, ou autres) généralement en C ou en C++ ;
- Type 3 : Pilotes convertissant les appels JDBC en un protocole indépendant de la base de données. Un serveur convertit ensuite ceux-ci dans le protocole requis (modèle à 3 couches) ;
- Type 4 :  Pilotes convertissant les appels JDBC directement en un protocole réseau exploité par la base de données. Ces pilotes encapsulent directement l'interface cliente de la base de données et sont fournis par les éditeurs de base de données.

Exemple de fonctionnement du driver de type 4